# Сафронов, Александр Семёнович
Алекса́ндр Семёнович Сафро́нов (5 августа 1903, Петербург — 16 ноября 1964, Калинин) — советский театральный актёр, режиссёр. Заслуженный артист РСФСР (1958).

## Биография
Родился в Санкт-Петербурге. Отец был регентом церковного хора, мать работала на оружейном заводе. Александр с детства увлекался литературой. Прошёл обучение в студии Ивановского при Малом театре в Москве.
С 1921 года на протяжении 5 лет работал актёром и режиссёром в Театре Корша, в «Аквариуме». Затем работал в театрах Новочеркасска, Таганрога, Харькова (в последнем был главным режиссёром). С 1931 по 1933 год был главным режиссёром в Орджоникидзе, с 1934 по 1936 — главным режиссёром в Махачкале. Также работал в театрах Фрунзе, Алма-Аты, Ленинграда.
С началом войны оставался в Ленинграде, трудился в блокадном театре на улице Рубинштейна. Затем был эвакуирован по «Дороге жизни», после работал в Кемерово, Магнитогорске, Саратове, Иванове. 
В 1951 году приехал в Калинин и стал очередным режиссёром Калининского театра драмы. За годы работы старался охватить всю мировую драматургию. В сезон ставил до пяти спектаклей, всего поставил более 40 спектаклей.
Умер 16 ноября 1964 года.

### Семья
Сын — Александр Александрович Сафронов (род. 1950), актёр, режиссёр и переводчик.

## Постановки в Тверском драмтеатре
- «Машенька» А. Афиногенова (1952)
- «Три сестры» А. Чехова (1952)
- «Макар Дубрава» А. Корнейчука (1952)
- «Вей, ветерок!» по пьесе Я. Райниса (1953)
- «Приваловские миллионы» Д. Мамина-Сибиряка (1953)
- «На золотом дне» Д. Мамина-Сибиряка (1954)
- «Настоящий человек» Т. Лондона по Б. Полевому (1954)
- «От этого не уйдешь» В. Сухаревича (1955)
- «Годы минувшие» Н. Ветлугина (1956)
- «В старой Москве» В. Пановой (1957)
- «Дали неоглядные» Н. Вирты (1958)
- «Именем революции» М. Шатрова (1958)
- «Тысяча душ» А. Писемского (1959)
- «Стряпуха» А. Софронова (1959)
- «Два цвета» А. Зака, И. Кузнецова (1960)
- «Неравный бой» В. Розова (1960)
- «Океан» А. Штейна (1961)
- «Игра без правил» Л. Шейнина (1962)
- «Безупречная репутация» М. Смирновой, М. Крайндель (1962)
- «Третье слово» А. Касона (1962)
- «Богатые невесты» А. Островского (1963)
- «Душа солдата» Е. Шатуновского (1963)

## Звания и награды
- заслуженный артист РСФСР (30 сентября 1958)[4][5].